# Rufus (Oregon)
Rufus és una població dels Estats Units a la riba sud del riu Colúmbia, a l'estat d'Oregon. Segons el cens del 2000 tenia 268 habitants.

## Demografia
Segons el cens del 2000, Rufus tenia 268 habitants, 133 habitatges, i 82 famílies. La densitat de població era de 86,2 habitants per km².
Dels 133 habitatges en un 15% hi vivien nens de menys de 18 anys, en un 52,6% hi vivien parelles casades, en un 4,5% dones solteres, i en un 38,3% no eren unitats familiars. En el 35,3% dels habitatges hi vivien persones soles el 15% de les quals corresponia a persones de 65 anys o més que vivien soles. El nombre mitjà de persones vivint en cada habitatge era de 2,02 i el nombre mitjà de persones que vivien en cada família era de 2,52.
Per edats la població es repartia de la següent manera: un 14,9% tenia menys de 18 anys, un 7,5% entre 18 i 24, un 19,8% entre 25 i 44, un 31,3% de 45 a 60 i un 26,5% 65 anys o més.
L'edat mediana era de 50 anys. Per cada 100 dones de 18 o més anys hi havia 117,1 homes.
La renda mediana per habitatge era de 26.875$ i la renda mediana per família de 29.688$. Els homes tenien una renda mediana de 28.500$ mentre que les dones 21.250$. La renda per capita de la població era de 16.801$. Aproximadament l'11,5% de les famílies i el 13,5% de la població estaven per davall del llindar de pobresa.

## Poblacions més properes
El següent diagrama mostra les poblacions més properes.